# Rambo: Hồi kết đẫm máu
Rambo: Hồi Kết Đẫm Máu (tên gốc tiếng Anh: Rambo: Last Blood) là một bộ phim hành động Mỹ năm 2019 của đạo diễn Adrian Grünberg. Kịch bản do Matthew Cirulnick và Sylvester Stallone đồng viết (từ một câu chuyện của Dan Gordon và Stallone), dựa trên nhân vật John Rambo do tác giả David Morrell tạo ra từ cuốn tiểu thuyết First Blood của ông. Bộ phim là phần tiếp theo của Rambo (2008) và cũng là phần cuối cùng trong loạt phim Rambo với sự tham gia của các diễn viên Paz Vega, Sergio Peris-Mencheta, Adriana Barraza, Yvette Monreal, Genie Kim, Joaquín Cosío và Oscar Jaenada. Trong phim, Rambo (do nam tài tử Sylvester Stallone thủ vai) đến Mexico để cứu cháu gái nuôi của mình, người đã bị bắt cóc bởi một băng đảng Mexico và buộc phải làm gái mại dâm.

## Nội dung
Mười một năm sau sự kiện ở Miến Điện, cựu chiến binh John Rambo sống tại trang trại nuôi ngựa của bố ông ở Bowie, Arizona. Ông sống chung với một người bạn là Maria Beltran và cháu bà là Gabriela. Một ngày nọ, Gabriela nói với Rambo rằng cô muốn đến Mexico để gặp người bố ruột. Mặc dù Rambo và Maria khuyên Gabriela đừng đi nhưng cô vẫn bí mật ra đi để hỏi bố tại sao ngày xưa ông ta bỏ rơi hai mẹ con cô. Ở Mexico, Gabriela được bạn cô là Gizelle dẫn đến căn hộ của Manuel, bố của Gabriela, tuy nhiên Manuel lạnh lùng trả lời rằng ông ta không quan tâm hai mẹ con Gabriela.
Gizelle đưa Gabriela đang đau khổ đến một hộp đêm để uống rượu giải sầu, sau đó một băng đảng ma túy đã bắt cóc Gabriela. Băng đảng bắt cô làm gái mại dâm. Maria cho Rambo biết về việc Gabriela biến mất ở Mexico. Rambo nhanh chóng đến Mexico, ông hỏi cung Manuel và Gizelle. Gizelle đành phải dẫn Rambo đến hộp đêm, trong khi đó có một người phụ nữ tên Carmen Delgado đã bí mật đi theo Rambo. Băng đảng ma túy chặn Rambo lại và đánh đập ông. Kẻ cầm đầu băng đảng là hai anh em Hugo và Victor Martinez, chúng lấy giấy phép lái xe của Rambo và bức ảnh của Gabriela, chúng tuyên bố sẽ tiếp tục hành hạ Gabriela.
Carmen đưa Rambo về nhà cô để chăm sóc đến khi ông tỉnh lại. Carmen giải thích rằng cô là nhà báo độc lập đang điều tra hai anh em Martinez vì chúng từng bắt cóc và giết em gái cô. Trong khi đó, Gabriela bị tiêm ma túy và bị cưỡng hiếp liên tục. Rambo tấn công vào một nhà thổ, giết vài tên ma cô và tìm thấy Gabriela. Ông đưa Gabriela về nhà nhưng cô đã chết vì bị tiêm ma túy quá liều. Sau khi chôn cất Gabriela, Rambo tạm thời cho Maria rời đi và đặt nhiều bẫy trong trang trại. Ông quay lại Mexico để nhờ Carmen giúp ông tìm Victor.
Rambo tấn công vào căn biệt thự của Victor, giết những tên lính canh và cắt đầu Victor. Để trả thù cho em trai mình, Hugo đã dẫn nhiều thuộc hạ đến trang trại của Rambo nhằm truy sát ông. Từng tên côn đồ bị dính bẫy của Rambo và chết thê thảm đến khi chỉ còn lại một mình Hugo. Cuối cùng Rambo giết Hugo bằng cách moi tim hắn ra. Ông ngồi ở hiên nhà nhìn ra cả trang trại đã tan hoang vì cuộc giao chiến, ông thề sẽ tiếp tục chiến đấu và luôn nhớ về những người ông yêu thương. Những cảnh hồi tưởng từ bốn phần phim trước lần lượt hiện ra, sau đó Rambo cưỡi ngựa chạy về phía hoàng hôn.

## Diễn viên
- Sylvester Stallone trong vai John J. Rambo
- Paz Vega trong vai Carmen Delgado
- Sergio Peris-Mencheta trong vai Hugo Martinez
- Adriana Barraza trong vai Maria Beltran
- Yvette Monreal trong vai Gabriela Beltran
- Genie Kim aka Yenah Han trong vai Bar Patron
- Joaquín Cosío trong vai Don Manuel
- Pascacio Lopez trong vai El Flaco
- Óscar Jaenada trong vai Victor Martinez
- Fenessa Pineda trong vai Gizelle
- Marco de la O trong vai Manuel
- Rick Zingale trong vai Don Miguel
- Manuel Uriza trong vai Doctor Sergio
- Mirka Prieto trong vai Lola / Laura
- Sheila Shah trong vai Alejandra